# Тадж-Махал (фільм, 2015)
«Тадж-Махал» (англ. Taj Mahal) — французько-бельгійський драматичний трилер 2015 року режисера Ніколаса Саади. Фільм показали у секції «Горизонти» на 72-му Венеційському кінофестивалі. Сюжет фільму заснований на реальних подіях — атаці на Мумбаї 2008 року, які стосувалися готелю Taj Mahal Palace.

## Сюжет
«Тадж-Махал» — це готель «Тадж-Махал Палац енд Тавер» у Мумбаї поблизу «Брами Індії». Це було одне з місць терактів у Мумбаї 26 листопада 2008 року. У стрічці розповідається про дівчину-підлітка, яка приїхала до Мумбаї з батьками та зупинилася в готелі Taj Mahal. Вона потрапила в пастку, коли терористи атакували готель, а її батьки пішли вечеряти.

## Акторський склад
- Стейсі Мартін — Луїза
- Луї-До де Ленкезен — батько Луїзи
- Джина МакКі в ролі матері Луїзи
- Альба Рорвакер — Джованна
- Фредерік Епо — П'єр